# Junonia orbitola
Junonia orbitola är en fjärilsart som beskrevs av Swinhoe 1893. Junonia orbitola ingår i släktet Junonia och familjen praktfjärilar. Inga underarter finns listade i Catalogue of Life.